# Belgique au Concours Eurovision de la chanson 2009
La Belgique a participé au Concours Eurovision de la chanson 2009 avec la chanson Copycat du groupe Copycat.

## Historique

### À l'Eurovision
La Belgique a participé à la première demi-finale du Concours, le 12 mai 2009, mais ne s'est pas qualifié pour la finale, Patrick Ouchène ne se plaçant que 17e avec 1 point.